# Fiala Jakab
Fiala Jakab (Rákos, 1697. február 2. – Breznóbánya, 1733. október 1.) piarista rendi pap, tanár, költő, iskoladráma-szerző.

## Élete
1715-ben lépett a rendbe. A szónoklati és költészeti osztály tanára volt Privigyén, Nyitrán, Pesten, Szegeden; azután a rend kecskeméti növendékeinek aligazgatója, Korponán és Breznyóbányán a rendház főnöke.

## Munkái
- Szegedidos. Budae, 1735 (Szeged leirása 2500 versben, névtelenül; kiadta egy rendtársa)

A mitológiában, költészettanban és az iskolai drámaírásban járatos volt; színművei közül kettőt: Korvin János, vagy a megjutalmazott erény, és István moldvai vajda, vagy az előre nem látó gondoskodás címmel Nyitrán 1722-ben előadták. Több költészeti munkáját egy kötetbe gyűjtve Koháry István grófnak ajánlá föl, melyet az kiadni szándékozott; ebben azonban halála megakadályozta.